# Новотазларово
Новотазларово (баш. Яңы Таҙлар) — деревня в Бураевском районе Республики Башкортостан Российской Федерации. Административный центр Тазларовского сельсовета.

## География

### Географическое положение
Расстояние до:
- районного центра (Бураево): 13 км,
- ближайшей ж/д станции (Янаул): 81 км.

## История
Село было основано башкирами деревни Тазларово (Старотазларово) Тазларской волости Осинской дороги на собственных вотчинных землях.

## Население
| 2002 | 2009 | 2010 |
| ---- | ---- | ---- |
| 432  | ↘393 | ↗405 |

Согласно переписи 2002 года, преобладающая национальность — башкиры (93 %).

## Религия
В селе есть мечеть.